# 查尔斯·莫里斯 (哲学家)
查尔斯·威廉·莫里斯（Charles William Morris，1901年5月23日—1979年1月15日），美国符号学家、哲学家。1901年5月23日生于丹佛，就读威斯康辛大学、西北大学，1925年获芝加哥大学博士学位。1958年后在佛罗里达大学从事研究。莫里斯试图把实用主义和逻辑实证主义相结合，创造出他所谓的“科学的经验主义”思想。并在此基础上发展出一套关于符号的理论，其1938年出版的《符号理论基础》是该领域第一部系统著作。